# Hischam
Hischam (arabisch هشام, DMG Hišām; nach englischer Transkription Hisham, nach französischer Transkription Hicham oder Hichem) ist ein arabischer männlicher Vorname. Hischam bedeutet „großzügig“ und leitet sich von arabisch هشم, DMG hašama („zerdrücken, zerkleinern“) ab.

## Namensträger

### Umayyadenherrscher
- Hischam, Kalif der Umayyaden in Damaskus (724–743)
- Hischam I., Emir von Córdoba in Andalusien (788–796)
- Hischam II., Kalif von Córdoba in Andalusien (976–1009 und 1010–1013)
- Hischam III., Kalif von Córdoba in Andalusien (1029–1031)

### Historische Zeit
- Ibn Hischām, arabischer Historiker, Grammatiker und Genealoge, Biograph des Propheten Mohammed

### Vorname
- Hisham Arafat (1964–2024), ägyptischer Politiker
- Hicham Arazi (* 1973), marokkanischer Tennisspieler
- Hichem Chaabane (* 1988), algerischer Straßenradrennfahrer
- Hischam Djait (1935–2021), tunesischer Essayist
- Hicham Diddou (* 1974), marokkanischer Skirennläufer
- Hicham El Guerrouj (* 1974), marokkanischer Leichtathlet
- Hicham Hamdouchi (* 1972), marokkanischer Schachspieler
- Hischam Kandil (* 1962), ägyptischer Politiker; Ministerpräsident (2012–2013)
- Hicham Mahdoufi (* 1962), marokkanischer Fußballspieler
- Hisham Maizar (1942–2015), Schweizer Arzt palästinensischer Herkunft und Vertreter des Islam in der Schweiz
- Hisham Matar (* 1970), libyscher Schriftsteller
- Hichem Rostom (1947–2022), tunesischer Schauspieler
- Hischam Talaat Mustafa (* 1959), ägyptischer Unternehmer
- Hicham Zerouali (1977–2004), marokkanischer Fußballspieler
- Hicham Ziouti (* 1985), französischer Boxer

### Familienname
- Hamizan Hisham (* 2001), singapurischer Fußballspieler
- Syabil Hisham (* 2002), singapurischer Fußballspieler